# Jacques-Henri de Lunden
Jacques-Henri de Lunden (Antwerpen, 23 mei 1731 - Bratislava, 26 april 1814) was een baron en militair in de Zuidelijke Nederlanden.

## Levensloop
De familie Lunden was een oud Antwerps geslacht. Jacques-Henri was het zevende kind van Jean-François Michel de Lunden, schildknaap en aalmoezenier van de stad. Hij trouwde op 23 september 1770 met Isabelle Marie Colette Carpentier in Gent. Zijn hele loopbaan diende Lunden in het regiment-Clerfayt van het keizerlijk leger. Hij werd op 5 mei 1781 verheven tot baron du Sainte-Empire. Toen de Brabantse Omwenteling uitbrak in 1789, had hij de graad van kolonel bereikt. Tijdens de Vier Dagen van Gent verdedigde hij de kazerne aan Sint-Pieters tegen de patriotten. Zijn enigszins voorbarige overgave op 16 november maakte de weg vrij voor de overwinning van de opstandelingen. Op 28 november 1791 nam hij ontslag uit het leger. Zijn zoon Alexandre Joseph Henri (°1780) zou eveneens kolonel worden in Oostenrijkse dienst.

## Bron
- Roger Van Aerde, De Brabantse Omwenteling - De gevechten te Gent , in: Gendtsche Tydinghen, 1985, nr. 3, p. 124-143